# Basilepta binhanum
Basilepta binhanum es un coleóptero de la familia Chrysomelidae.
Fue descrita científicamente por primera vez en 1930 por Pic.